# Дмитрошур
Дмитрошу́р (рос. Дмитрошур) — присілок у складі Сюмсинського району Удмуртії, Росія.

## Населення
Населення — 246 осіб (2010; 270 в 2002).

## Історія
На думку учених присілок виник у кінці XVIII століття. У період колективізації дерев'яні будинки багатих селян були перевезені у сусідні присілки, а у кам'яному будинку Медведєва відкрили клуб, потім колгоспну контору, шерстобитку, пункт прийому молока, а пізніше взагалі перетворили на конюшню. Неподалік присілка 1951 року збудували другу за рахунком у районі МТС під назвою Верх-Юсівська. Назву вона отримала таку, бо спочатку її мали зводити у сусідньому Верх-Юсі, навіть фундамент там залили. Нова МТС мала 36 колісних тракторів, 2 комбайни та 2 молотилки, першим директором став Кунцевич. Почали будувати нові будинки для робітників, відкрили магазин та пекарню, нову пошту, сільраду, медпункт, клуб, із Чажів перевели семирічну школу. Одночасно Дмитрошур стає центральною садибою колгоспу імені І семирічки, утвореного із навколишніх менших (1936 року колгосп з присілку Ліві Гайни «Виль-улон» злився із колгоспом із присілку Теліцино, 1940 року — колгосп «Перший травень» із присілку Білий Ключ злився із колгоспом «Перемога» присілку Ляліно). До складу нового колгоспу увійшли понад 30 господарств від Верх-Юсу до Юберів, до його складу включили нову нові МТС та електростанцію. Першим головою колгоспу став Хальфін А. Ф., потім Солодянкін О. І. На початку 1960-их років колгосп був розформований, вивезли і МТС.
Станом на 2002 рік існували присілок Дмитрошур — 178 осіб (з них росіяни — 74 %) та селище Дмитрошур — 92 особи (з них удмурти — 58 %, росіяни — 41 %), з яких селище було центром Дмитрошурської сільради. Пізніше селище було приєднане до присілка і останній став центром Дмитрошурського сільського поселення.

## Урбаноніми[5]
- вулиці — Дмитрошурська, Клубна, лісова, Сонячна, Тиха, Шкільна